# Hendrikus Colijn
Hendrikus Colijn (Burgerveen, 22 giugno 1869 – Ilmenau, 18 settembre 1944) è stato un politico olandese, cinque volte primo ministro dei Paesi Bassi nel periodi dal 1925 al 1926 e dal 1933 al 1939.

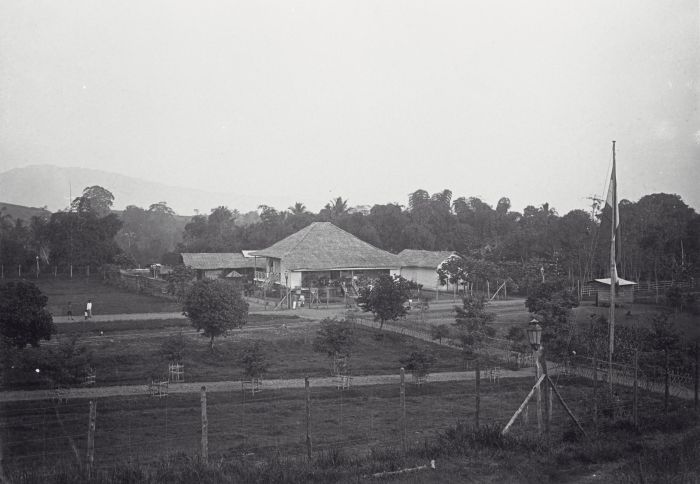
La casa di Hendrik Colijns in Aceh (1890-1920)

All'età di 16 anni si iscrisse all'Accademia militare per ufficiali di Kampen dove si diplomò luogotenente nel 1892. L'anno dopo si sposò con Helena Groenenberg e venne inviato nelle Indie orientali olandesi (l'attuale Indonesia). Durante i 16 anni di servizio in oriente prestò servizio prima nell'esercito coloniale (combatté anche nella guerra di Aceh sotto il comando di Joannes Benedictus van Heutsz) e poi nell'amministrazione.
Dopo il suo ritorno in patria nel 1909 venne eletto in Parlamento tra le file del partito antirivoluzionario e nel 1911 fu nominato ministro della Guerra. 
Dal 1914 al 1922 fu amministratore delegato della compagnia petrolifera Bataafse Petroleum Maatschappij (BPM) e dal 1925 della Royal Dutch Shell.
Nel 1918, al termine della prima guerra mondiale, fece da intermediario nell'armistizio tra Germania e Gran Bretagna, in seguito al quale il Kaiser Guglielmo II trovò rifugio nei Paesi Bassi.
Nel 1922 succedette ad Abraham Kuyper alla guida del partito antirivoluzionario, d'impostazione calvinista e dal 1925 fornò il primo dei suoi cinque gabinetti. Dal 1927 al 1929 fu anche a capo della delegazione olandese presso la Società delle Nazioni a Ginevra.
Durante gli anni trenta, il suo esecutivo dovette affrontare gli effetti della Grande depressione. Per cercare di arginare gli effetti della crisi, Colijn decise nel 1937 di aderire al sistema aureo nonostante la maggior parte dei partner commerciali dei Paesi Bassi l'avessero da tempo abbandonato.
In seguito all'invasione dei Paesi Bassi da parte della Germania nazista nel maggio 1940 ed alla conseguente fuga della casa reale olandese in Gran Bretagna, Colijn (forse impressionato dalla devastante prova di forza della Wehrmacht) pubblicò un saggio intitolato "Al confine dei due mondi" (Op de grens van twee werelden) nel quale affermava la necessità di accettare la supremazia tedesca in Europa.
Subito dopo, tuttavia, cercò di organizzare delle forze di resistenza ma nel giugno 1941 venne arrestato e deportato a Berlino. Himmler credeva fosse utile tenere in ostaggio Colijn, che avrebbe potuto nuovamente fare la intermediario con la Gran Bretagna nel caso in cui la guerra avesse preso una piega meno favorevole alla Germania, e dunque l'ex premier venne tenuto agli arresti domiciliari in un hotel di montagna in Turingia fino alla sua morte.